# Schneesocke

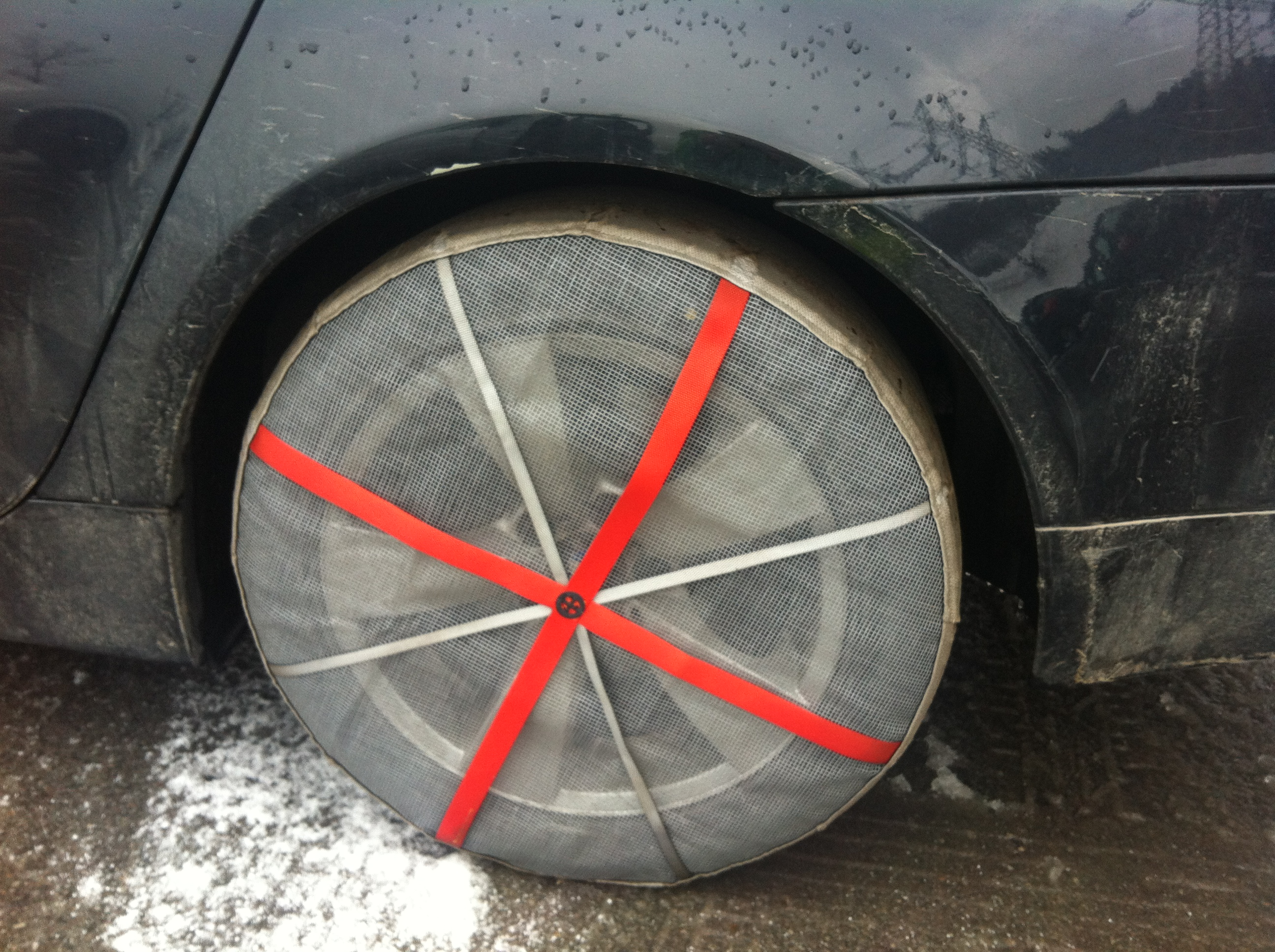
Schneesocke

Schneesocken, auch Autosocks genannt, sind eine Traktionshilfe für Fahrzeugräder aus Stoff (Polyester).

## Aufbau
Die Lauffläche wird hierbei komplett von einem Mantel aus Polymerfasern umschlossen. Dieser Aufbau geht auf eine Entwicklung von 1996 durch den Norweger Bård Løtveit zurück. Beim Winterketten-Test 2021 des Touring Club Schweiz zeigte die getestete Schneesockenmarke im Vergleich zu Schneeketten eine einfache Montage, gute Sicherheit beim Fahren in Schnee, aber eine nur befriedigende Kraftübertragung im Schnee bei hohem Verschleiß. Zudem sind sie wesentlich kompakter, leichter als Schneeketten und können daher einfacher im Auto verstaut werden.

## Montage
Schneesocken  werden über den Reifen gezogen, das Fahrzeug eine halbe Radumdrehung nach vorn oder zurückgefahren und dann fertig aufgezogen. Da die Socken aus Stoff bestehen, ist laut der Zeitschrift Blick die Montage und Handhabung leichter und einfacher als bei Schneeketten. Zudem seien Socken schonender für die Straße. Ein späteres Nachspannen wie bei alten Ketten ist nicht nötig.

## Zulassung
Um als Traktionshilfe bei einem Schneekettenobligatorium zugelassen zu sein, müssen diese den länderspezifischen Anforderungen genügen. In der Schweiz sind seit dem 1. Dezember 2020 erste Produkte auf textiler Basis zugelassen. Auch für Deutschland, Italien und Frankreich sind Schneesocken anstatt Schneeketten zugelassen. In Österreich ist sie nicht als Alternative für Schneeketten zugelassen.
Auch für Schneesocken gilt das Tempolimit von Schneeketten, dass bei 50 km/h Höchstgeschwindigkeit liegt.